# Zouweboezem
Zouweboezem este o arie protejată (arie de protecție specială avifaunistică — SPA) din Țările de Jos întinsă pe o suprafață de 133 ha, integral pe uscat.

## Localizare
Centrul sitului Zouweboezem este situat la coordonatele 51°56′38″N 4°59′48″E / 51.9438°N 4.9966°E.

## Înființare
Situl Zouweboezem a fost declarat arie de protecție specială avifaunistică în mai 1994 pentru a proteja 4 specii de animale.

## Biodiversitate
Situată în ecoregiunea atlantică, aria protejată nu include niciun habitat protejat.
La baza desemnării sitului se află mai multe specii protejate de  păsări (4): rață pestriță (Anas strepera), stârc roșu (Ardea purpurea), chirighiță neagră (Chlidonias niger), cresteț pestriț (Porzana porzana)